# Linhevenator tani
Linhevenator tani es la única especie conocida del género extinto Linhevenator es un género de dinosaurio terópodo troodóntido que vivió a finales del período Cretácico, hace aproximadamente 75 millones de años durante el Campaniense, en lo que es hoy Asia.

## Descripción

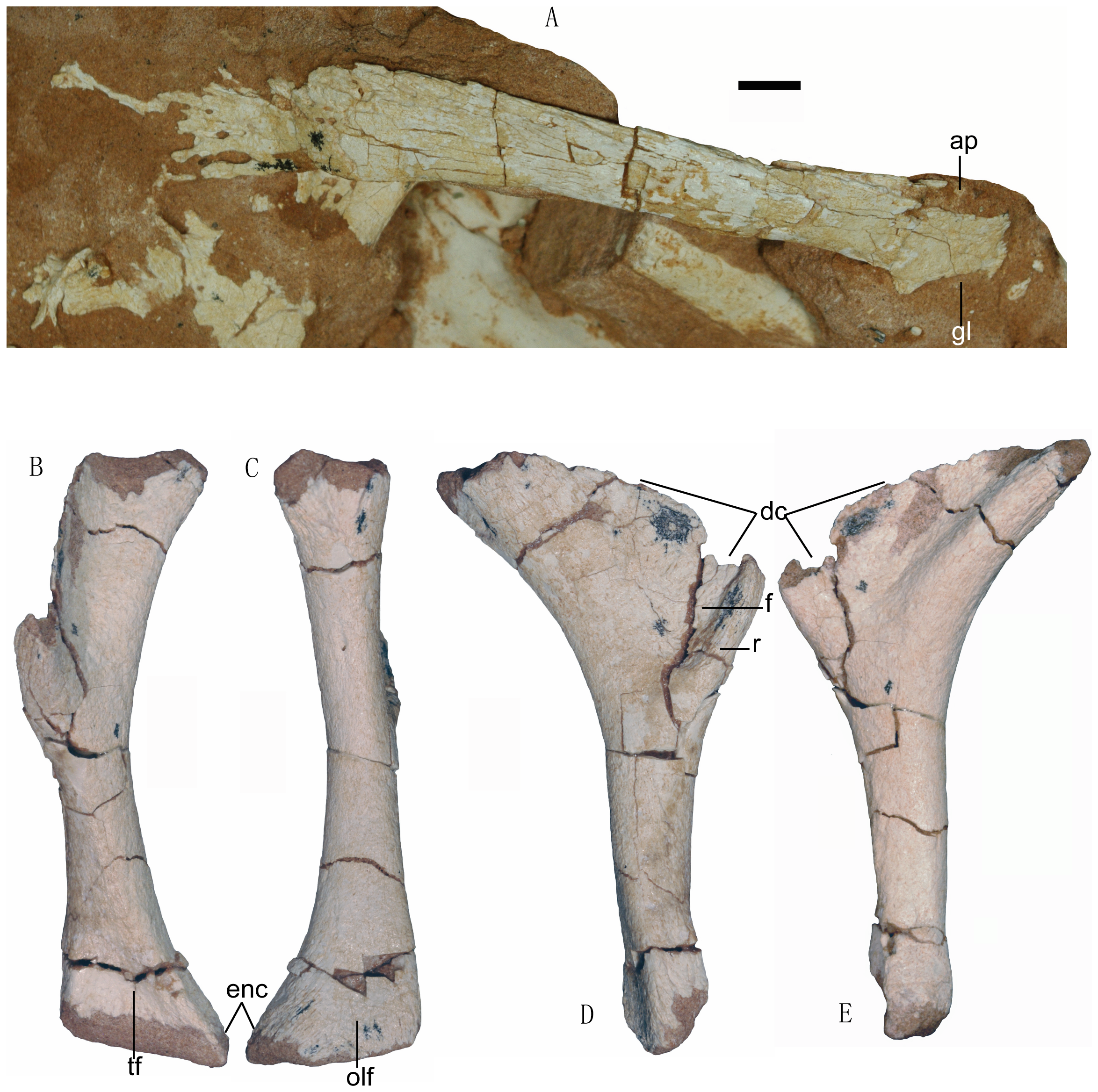
Cintura escapular y miembros delanteros.

El holotipo de Linhevenator es el espécimen LHV0021, un esqueleto parcial de un individuo adulto, incluyendo un cráneo y la mandíbula, seis vértebras dorsales, una escápula derecha, un húmero derecho, el hueso iliaco, un fémur izquierdo y un pie izquierdo. Fue encontrado en 2009 y representa el trodóntido con restos más completos conocido del Cretácico Superior. Sus cuatro autapomorfias (rasgos únicos) incluyen un hueso yugal con una expansión en el borde lateral, una cresta surangular que está orientada anteroventralmente, la presencia de una expansión media cerca del extremo distal del fémur, y un amplio surco longitudinal presente a lo largo del extremo distal de la superficie dorsal del tercer metatarso.
Linhevenator es un trodóntido más bien grande con un peso corporal de 23 kilogramos. Los brazos son relativamente cortos pero el húmero es muy robusto. Los descriptores sugieren que el brazo puede haber sido usado para excavar o trepar. El primer dedo del pie estaba preservado en una posición lateral, en vez de apuntar hacia adelante. Linhevenator tenía un segundo dedo del pie muy similar al de los dromeosáuridos, portando una garra en forma de hoz mayor que la de los trodóntidos basales. Linhevenator es un troodontid , un grupo de pequeños maniraptorans gráciles parecidos a las aves . Todos los trodóntidos tienen muchas características únicas del cráneo, como dientes muy separados en la mandíbula inferior y una gran cantidad de dientes. Los trodóntidos tienen garras falciformes y manos rapaces , y algunos de los más altos cocientes de encefalización no aviar , lo que significa que tenían un comportamiento avanzado y tenían sentidos agudos.

## Descubrimiento e investigación
Sus restos fueron hallados en la formación Bayan Mandahu de Bayan Mandahu, Mongolia Interior, en China y se caracterizaba por sus brazos cortos.
La especie tipo Linhevenator tani fue nombrada y descrita en 2011 por Xu Xing , Tan Qingwei, Corwin Sullivan, Han Fenglu y Xiao Dong. El nombre genérico combina una referencia a la región de Linhe con el término latino venator, que traduce "cazador". El nombre de la especie honra al profesor Tan Lin.

## Clasificación
Linhevenator fue asignado a la familia Troodontidae por sus descriptores. Posee una combinación de características "primitivas" (basales) y derivadas, pero fue encontrado como un trodóntido derivado en un análisis filogenético, en una politomía con Troodon y un clado formado por Zanabazar y Saurornithoides. Esta posición es vista por los autores como una indicación de una tendencia evolutiva en la familia Troodontidae de un acortamiento de los miembros delanteros y de una evolución paralela de grandes garras en los pies tanto en los troodóntidos como en los dromeosáuridos.